# Łańcuszek akropetalny

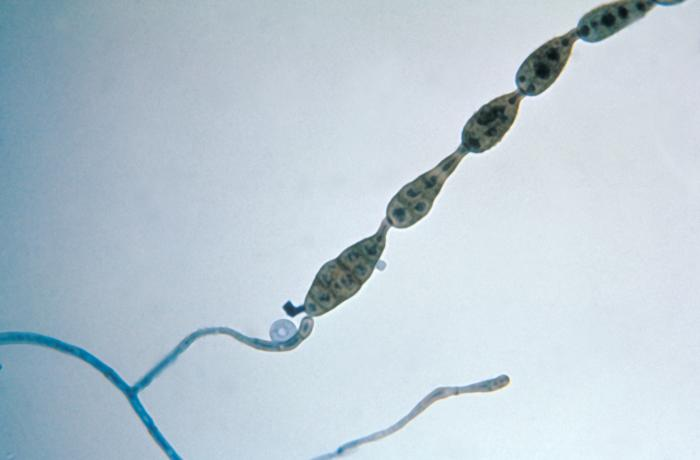
Prosty łańcuszek akropetalny Alternaria sp.

Łańcuszek akropetalny – wytwarzany w procesie konidiogenezy u niektórych grzybów szereg połączonych z sobą zarodników konidialnych powstający w ten sposób, że zarodnik wytworzony na komórce konidiotwórczej sam staje się komórką konidiotwórczą dla następnego zarodnika. Powstają w ten sposób łańcuszki konidiów, które mogą być proste lub rozgałęzione (zazwyczaj). Takie łańcuszki akropetalne wytwarzają np. gatunki zaliczane do rodzaju Alternaria.
W łańcuszku akropetalnym najmłodsze konidia znajdują się na szczycie łańcuszka, najstarsze u jego podstawy. Przeciwieństwem łańcuszka akropetalnego jest łańcuszek bazypetalny, w którym wszystkie konidia powstają z tej samej komórki konidiotwórczej. Wówczas najmłodsze konidia znajdują się u podstawy łańcuszka, najstarsze na jego szczycie.